# راه‌های ساسانی
راه‌های ساسانی زیرساخت‌های مهمی برای حفظ و توسعه شاهنشاهی ساسانی بودند. بسیاری از سامانه‌های جاده‌ای ساسانی به دلیل کمینه یودن پژوهش‌های باستان‌شناسی ناشناخته مانده‌اند. آنچه که می‌توان از کارهای جغرافی‌دانان بعدی اسلامی، مانند ابن خردادبه، دریافت کرد این است که دانسته‌ها در مورد این راه‌ها بیشتر از اطلاعات ارائه‌شده توسط بازرگانان ناشی می‌شود. جاده اصلی ساسانیان از میان‌رودان شروع می‌شد. یک مسیر شمالی از طریق هترا و نهاوند به سمت خراسان، تخارستان و فرارود می‌رفت. راه شمالی دیگر از طریق آذربادگان به ارمنستان و لازستان می‌رفت. یک جاده جنوبی از دهلران و سوسنگرد به سمت خوزستان رفته و سرانجام در ادامه مسیر از جاده ای ساحلی در امتداد خلیج فارس به پارس می‌رسید. ایستگاه‌های پرداخت عوارض در همه راه‌های شاهنشاهی ساسانیان از گذر افراد و کالاها مالیات دریافت می‌کردند و به مسافران خدمات نیز ارائه می‌کردند. وسعت این راه‌ها مشخص نیست.